# Merval
Merval korábbi község Franciaországban, Aisne megyében. Lakosainak száma 133 fő (2018. január 1.). Merval Glennes, Fismes és Baslieux-lès-Fismes községekkel határos.
2016. január 1-jén hat másik korábbi községgel egyesült és az így létrejött Les Septvallons új község része lett.

## Népesség
A település népességének változása:
| Lakosok száma | 84   | 65   | 73   | 71   | 69   | 81   | 92   | 97   | 131  | 133  |
|               | 1962 | 1968 | 1982 | 1990 | 1999 | 2008 | 2011 | 2013 | 2017 | 2018 |